# Вінцентув (Паб'яницький повіт)
Вінцентув (пол. Wincentów) — село в Польщі, у гміні Добронь Паб'яницького повіту Лодзинського воєводства.
Населення — 206 осіб (2011).
У 1975—1998 роках село належало до Серадзького воєводства.

## Демографія
Демографічна структура станом на 31 березня 2011 року:
|          | Загалом | Допрацездатний вік | Працездатний вік | Постпрацездатний вік |
| -------- | ------- | ------------------ | ---------------- | -------------------- |
| Чоловіки | 104     | 22                 | 75               | 7                    |
| Жінки    | 102     | 20                 | 66               | 16                   |
| Разом    | 206     | 42                 | 141              | 23                   |